# Choro (música)

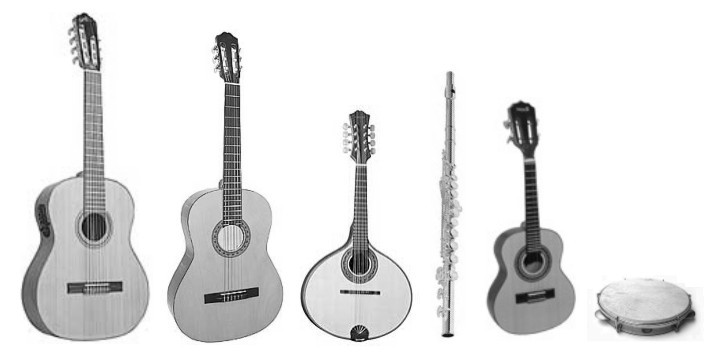
Instrumentos musicales típicos del choro brasileño: guitarra con siete cordes, guitarra, mandolina, flauta, cavaquinho y pandeiro.

El choro (en portugués, choro), popularmente llamado chorinho, es un género musical, una música popular e instrumental brasileña, con más de 130 años de existencia. Los conjuntos que lo ejecutan son llamados regionais (regionales), y los músicos, compositores o instrumentistas, son llamados chorões. El choro es considerado «la primera música popular típica de Brasil», y su ejecución resulta ser muy difícil.
A pesar del nombre, el ritmo es generalmente agitado y alegre, caracterizado por el virtuosismo y la improvisación de los participantes, que precisan tener estudio y técnica y pleno dominio de su instrumento.
El conjunto regional está generalmente formado por uno o más instrumentos solistas, como la flauta o la mandolina, que ejecutan la melodía, junto al cavaquinho (un instrumento específico de la música portuguesa) que hace el centro del ritmo, y una o más guitarras (entre las que destaca por su singularidad la de siete cuerdas), además del pandeiro como marcador de ritmo.
Como forma musical surgió probablemente a mediados de 1870, en Río de Janeiro, y en ese inicio era sólo considerada una forma autóctona de tocar ritmos extranjeros, que eran populares en aquel tiempo, como el vals y el chotis europeos, y principalmente polca, o los africanos, como el lundu.
El flautista Joaquim Calado es considerado uno de los creadores del Choro, o por lo menos uno de sus principales colaboradores en la determinación del género, cuando incorporó el solo de flauta, dos guitarras y un cavaquinho. Se improvisaba libremente en torno a la melodía, lo que es una característica del choro moderno. El choro recibió una fuerte influencia de los ritmos de las danzas, que en un principio que eran solamente interpretadas de manera distinta, tardando algunas décadas hasta ser considerado un género musical por derecho propio.
Algunos de los chorões (o intérpretes de choros) más conocidos son Chiquinha Gonzaga, Ernesto Nazareth y Pixinguinha. Piezas muy conocidas son “Tico-Tico no Fubá” de Zequinha de Abreu, “Brasileirinho” de Waldir Azevedo, “Noites Cariocas” de Jacob do Bandolim y especialmente “Carinhoso” de Pixinguinha.
Entre las obras del compositor de música docta Heitor Villa-Lobos el ciclo de los choros es considerada la más significativa.

## Origen del término
Existe controversia entre los investigadores sobre el origen de la palabra “choro”, puesto que puede significar varias cosas.
- Choro puede derivar de la manera "chorosa" (en portugués, llorosa) de tocarse la música extranjera al final del siglo XIX: quienes la escuchaban y apreciaban la llamaban "música de hacer llorar". La agrupación que lo interpretaba pasó a ser conocida como tal, por ejemplo: “Choro do Calado”.
- El término puede también derivar de “xolo”, un tipo de baile que reunía a los esclavos de las haciendas, expresión que por confusión con su parónimo portugués pasó a ser conocida como "xoro", escribiéndose en las ciudades con "ch": choro.
- Otros defienden que su origen se debe a la sensación de melancolía transmitida por las "baixarias" de la guitarra de siete cuerdas (las "baixarias" son unos típicos fraseos de contracanto realizados con la séptima cuerda de la guitarra).

## Historia del choro

### SigloXIX

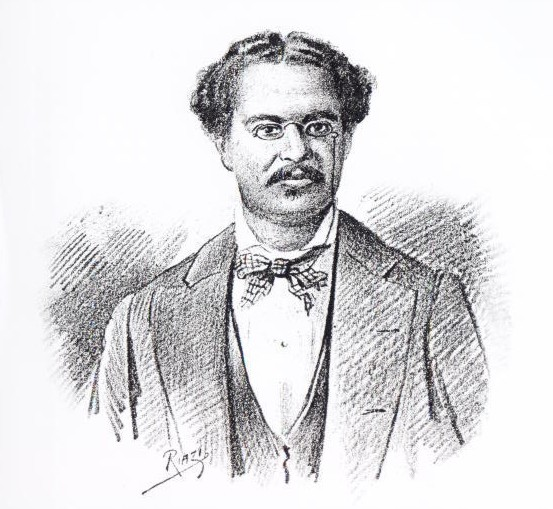
El flautista Joaquim Calado, uno de los creadores del choro.

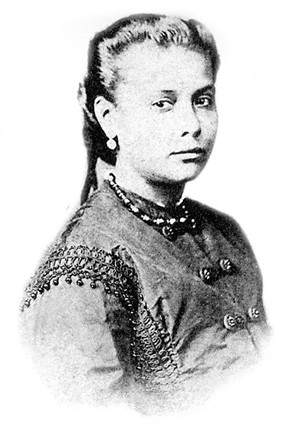
La joven Chiquinha Gonzaga en 1865 a los 18 años.

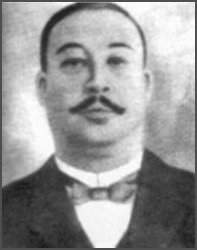
Anacleto de Medeiros.

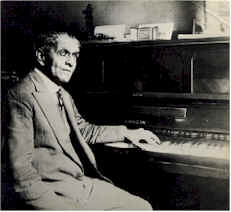
Ernesto Nazareth.

La historia del choro probablemente comenzó en 1808, cuando la Familia Real Portuguesa llegó a Brasil. En 1815 la ciudad de Río de Janeiro fue promulgada capital del Reino Unido de Portugal, Brasil y Algarve. Pronto comenzó una reforma urbana y cultural, y se crearon cargos públicos. Con la corte portuguesa, llegaron también instrumentos de origen europeo, como el piano, el clarinete, la guitarra, el saxofón, la mandolina o el cavaquinho, así como danzas de salón europeas, como el vals, la quadrille, la mazurca, la modinha, el minueto, el chotis y principalmente la polca —presentada en julio de 1845—, que se pusieron de moda en los bailes de la época.
La reforma urbana, los instrumentos y las músicas extranjeras, junto a la abolición del tráfico de esclavos en Brasil en 1850, pueden ser considerados como el caldo de cultivo del choro, pues posibilitaron la emergencia de una nueva clase social, la clase media, compuesta por funcionarios públicos, instrumentistas de bandas militares y pequeños comerciantes, generalmente de origen negro, en los suburbios de Río de Janeiro. Esas personas, sin mucho compromiso, pasarán a formar conjuntos para tocar “de oído” esas músicas, que junto con algunos ritmos africanos ya enraizados en la cultura brasileña, como la batuca o el lundu, serán tocados de manera abrasileirada (a la manera brasileña) por los músicos que fueron entonces bautizados como chorões.

#### Joaquim Antônio da Silva Calado
Si bien no se puede fijar una fecha o una pieza concreta para señalar con exactitud el surgimiento de un género musical, pues se trata de un proceso lento y continuo, de entre todos los músicos destacó el flautista Joaquim Antônio da Silva Calado y su grupo, surgido en 1870, que se conoció como "O Choro de Calado". Este flautista era profesor de la cátedra de flauta del Conservatorio Imperial, por tanto tenía conocimientos musicales profundos, y se codeaba con grandes intérpretes de la época, que tocaban por simple placer. El grupo de Calado lo integraban dos guitarras, un cavaquinho y el mismo con su flauta, que hacía de instrumento solista. Puesto que las flautas eran de ébano esta combinación de instrumentos se llamaba “pau-e-corda” (en portugués, palo y cuerda). En el conjunto de Calado los instrumentistas de cuerda gozaban de plena libertad para ejecutar improvisaciones y acompañamientos armónicos, o complejas modulaciones, con objeto de "vencar" a los otros intérpretes. Es decir, fue desarrollado un nuevo diálogo entre solista y acompañantes, una característica del choro actual. Más tarde fueron apareciendo agrupaciones con esa misma combinación instrumental.
De esa manera, Joaquim Calado es considerado uno de los creadores del choro, o por lo menos uno de los principales responsables de su surgimiento.
La polca “Flor Amorosa”, compuesta por Calado y Catulo da Paixão Cearense en 1867, es tocada aún hoy día, y tiene características de choro moderno, y es por tanto considerada la primera composición del género. De ese conjunto formó parte Viriato Figueira, su alumno y amigo; y también su amiga, la maestra Chiquinha Gonzaga, la primera chorona, compositora y pianista del género. En 1897, Chiquinha compuso “Gaúcho” o “Corta-Jaca”, una gran contribución al repertorio del género. Otras composiciones destacadas fueron “Atraente” y “Lua Branca”.
El choro, en sus inicios, era considerado solamente una manera más emotiva o "llorosa" de interpretar la música popular, y por tanto recibió una fuerte influencia de las mismas, pero poco a poco la música grabada sobre las improvisaciones fue perdiendo las características de sus países de origen y los conjuntos proliferaron y se extendieron por todo Brasil. A fines del siglo XIX e inicios del siglo XX otros instrumentos de viento y cuerdas, como la mandolina, el clarinete, el oficleido o el flautín habían sido incorporados a las agrupaciones, y eran empleados como solistas. Las primeras composiciones choro con características propias fueron compuestas por Joaquim Calado, Chiquinha Gonzaga, Anacleto de Medeiros y Ernesto Nazareth, entre otros. Por tanto, el choro sólo fue considerado como género musical en la primera década del siglo XX.

### SigloXX
Los conjuntos de choro fueron muy solicitados en las grabaciones de discos de 78 revoluciones, que en 1902 comenzaban su andadura. El compositor Anacleto de Medeiros fue uno de los pioneros al participar en las primeras grabaciones del género y en uno de los primeros discos impresos en Brasil en 1902. Mezcló el xote y la polca con las sonoridades brasileñas. Como gran orquestador tradujo al lenguaje de las bandas la música del choro.
El virtuoso de la flauta Patápio Silva, considerado el sucesor de Joaquim Calado, alcanzó fama por ser el primer flautista en hacer un registro fonográfico.
El guitarrista João Pernambuco, autor de “Sons de Carrilhões”, trajo del sertón su forma típica de canción y enriqueció el género con elementos regionales, colaborando para que la guitarra dejara de ser un mero acompañamiento de la música popular.
Ernesto Nazareth, músico de trayectoria erudita y ligado a la escuela europea de interpretación, compuso “Brejeiro” (1893), “Odeon” (1910) y “Apanhei-te Cavaquinho” (1914), que rompieron la frontera entre la música popular y la música docta, siendo vitales para la transformación del lenguaje del género.
Pixinguinha, uno de los mayores compositores de música popular brasileña, que también era tenor, arreglista, saxofonista y flautista, contribuyó directamente a que el choro encontrara una forma musical definitiva.
En 1922, Pixinguinha formó el conjunto Oito Batutas, formado por Pixinguinha a la flauta, João Pernambuco y Donga a la guitarra, entre otros músicos. Tuvo éxito entre la élite carioca, tocando maxixes y choros y utilizando instrumentos hasta entonces sólo conocidos en los suburbios cariocas. Cuando compone “Carinhoso”, entre 1916 y 1917, y “Lamentos” en 1928, dos de los choros más famosos, Pixinguinha es criticado y esas composiciones son consideradas una inaceptable influencia del jazz. Pero en realidad eran demasiado avanzadas para la época. De hecho, “Carinhoso” no fue considerado en su momento un choro, si no una polca.
Otras composiciones, entre los centenares de obras que produjo, son “Rosa”, “Vou vivendo”, “Lamentos”, “1X0”, “Naquele tempo” y “Sofres porque Queres”.

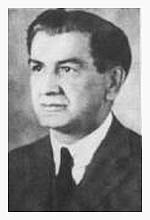
Zequinha de Abreu.

#### Heitor Villa-Lobos
En la década de 1920 el maestro Heitor Villa-Lobos compuso una serie de 16 obras dedicadas al choro, mostrando la riqueza musical del género haciéndose presente en la música docta. El nombre de estas composiciones es siempre en plural (choros, y no choro).
La serie se compone de 14 choros para diversas formaciones, un choros Bis y una Introdução aos Choros (Introducción a los choros). El Choros nº 1 fue compuesto para guitarra solista. También hay choros para música de cámara y orquesta. El Choros nº 13 fue compuesto para dos orquestas y el n.º 14 para orquesta, grupo coral y banda. La composición más conocida y ejecutada es el Choros nº 10 para coro y orquesta, que incluye el tema "Rasga o Coração" ("Rompe el corazón") de Catulo da Paixão Cearense. Debido a su complejidad y a la ambición de los temas regionales utilizados por el compositor esta serie es considerada por muchos como su obra más significativa.
También a partir de la década de 1920, impulsado por las casas grabadoras de discos y por la llegada de la radio el choro tuvo un éxito nacional con el surgimiento de músicos como Luperce Miranda y el pianista Zequinha de Abreu, autor de Tico-Tico no Fubá, así como de grupos instrumentales que, por dedicarse a la música regional fueron llamados de regionais, como el Regional de Benedito Lacerda, que tuvo como integrantes a Pixinguinha y a Altamiro Carrilho, o el Regional do Canhoto, en el que tocaron Altamiro y Carlos Poyares.

#### Luiz Americano
Un solista destacado, en los años 20 y 30, fue el clarinetista y saxofonista de sergipano Luiz Americano, que en 1937 integró el innovador Trio Carioca junto al pianista y maestro Radamés Gnattali.
A partir de 1930 los conjuntos regionales fueron la base de las incipientes estaciones de radio, debido a su versatilidad en acompañar, con facilidad y sin muchos ensayos los diversos estilos de música vocal que surgían.

#### Severino Araújo
Uno de los ejemplos de unión entre el choro y el jazz fue realizado por Severino Araújo, quien, en 1944, adaptó choros a la lengua de las Big Bands. Como maestro de la Orquestra Tabajara, Severino Araújo grabó varios choros de su autoría, como “Espinha de Bacalhau”. Ese ejemplo fue seguido por otras orquestas y compositores, como K-Ximbinho.

#### Waldir Azevedo
En 1947 Waldir Azevedo, el más popular artista del choro y virtuoso del cavaquinho, compone “Brasileirinho”, el mayor éxito de la historia del género, grabado por Carmen Miranda y, más tarde, por músicos de todo el mundo. Waldir Azevedo fue un pionero que retiró al cavaquinho su papel de mero acompañante y lo colocó como instrumento solista, explorando de forma inédita las potencialidades del instrumento.

#### Jacob do Bandolim
Jacob Pick Bittencourt (1918-1969) más conocido como Jacob do Bandolim, fue un virtuoso de su instrumento que promovía famosas ruedas de choro en su casa. Buena parte de su trayectoria musical la desarrolló en los medios de difusión masivos, primero en la radio, luego en la industria discográfica y finalmente en la televisión brasileña. Entre sus piezas más conocidas se encuentran “Doce de Coco”, de 1951 y “Noites Cariocas”, de 1957, hoy en día parte del repertorio clásico del género.
Jacob también promovió la recuperación de compositores antiguos y fundó el famoso conjunto Época de Ouro, con César Faria y Dino 7 Cordas.
El choro perdió gran parte de su popularidad debido al surgimiento de la Bossa Nova en las décadas 50 y 60, cuando fue considerado “pasado de moda”. Pero el género se mantuvo gracias a músicos como Paulinho da Viola y Arthur Moreira Lima.

#### Radamés Gnattali
En 1956 Radamés Gnattali compuso la suite "Retratos", homenajeando a cuatro compositores que consideraba fundamentales para la música brasileña, Chiquinha Gonzaga, Anacleto de Medeiros, Ernesto Nazareth y Pixinguinha.

#### Los años 70
Tuvo lugar una revitalización del género en esta década. En 1973 se unieron el conjunto Época de Ouro y Paulinho da Viola en el espectáculo Sarau. Se crearon los Clubes do Choro en Brasilia, Recife, Porto Alegre, Belo Horizonte, Goiânia y São Paulo, entre otras ciudades. Surgieron grupos jóvenes dedicados al género, como Galo Preto y Os Carioquinhas. El nuevo público y el nuevo interés por el género propició también el redescubrimiento de veteranos chorões, como Altamiro Carrilho, Copinha y Abel Ferreira, además de revelar nuevos talentos, como los mandolinistas Joel Nascimento y Déo Rian, y el guitarrista Rafael Rabello.
Hubo festivales de choros en 1977. La TV Bandeirantes, de São Paulo, promovió dos ediciones del Festival Nacional do Choro y la Secretaría de Cultura de Río de Janeiro promovió el Concurso de Conjuntos de Choro.
En 1979, con el disco de vinilo “Clássicos em Choro”, el flautista Altamiro Carrilho obtuvo éxito interpretando música docta a ritmo de choro. Altamiro es una leyenda viva del Choro, ha grabado más de 100 discos y compuesto más de 200 piezas.
También en 1979, con ocasión del evento titulado "Tributo a Jacob do Bandolim", en conmemoración del décimo aniversario del fallecimiento del mandolinista, se crea el grupo Camerata Carioca, formado por Radamés Gnatalli, Joel Nascimento y Raphael Rabello, entre otros músicos.

#### Década de los 80
La década de 1980 estuvo marcada por innumerables seminarios sobre el choro. Importantes instrumentistas se reunieron para discutir y enseñar el género al nuevo público. En 1986 se realizó el primer Seminário Brasileiro de Música Instrumental en la ciudad de Ouro Preto, una propuesta amplia que ocasionó un redescubrimiento del choro.
A partir de 1995 el género fue reforzado por grupos que se dedicaron a su divulgación y modernización, gracias al surgimiento del CD.

## El conjunto regional y los instrumentos de choro
El nombre regional probablemente surgió en la década de 1920 por dedicarse a la música regional. Los conjuntos regionais se componen de instrumentos de viento, de cuerdas y de percusión. Generalmente uno o más solistas, como la flauta, la mandolina, el cavaquinho e incluso el clarinete y el saxofón ejecutan la melodía, mientras el cavaquinho hace el papel de centralizador del ritmo y una o más guitarras de seis y siete cuerdas improvisan modulaciones como acompañamiento, armonizando y formando la base del conjunto con la llamada “baixaria” de sonidos graves. También hay instrumentos de percusión, como la pandereta. El piano y el trombón eventualmente forman parte de los regionais.
Los chorões generalmente son compositores y también instrumentistas.

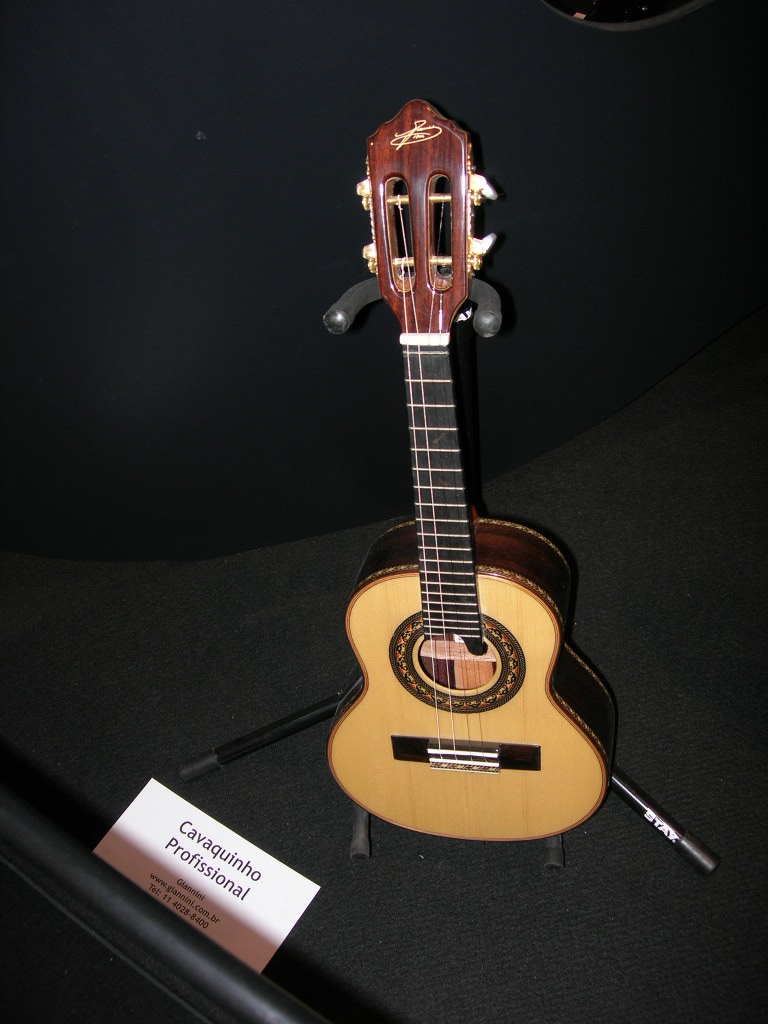
Cavaquinho en exposición. Waldir Azevedo exploró de forma inédita las potencialidades del mismo.
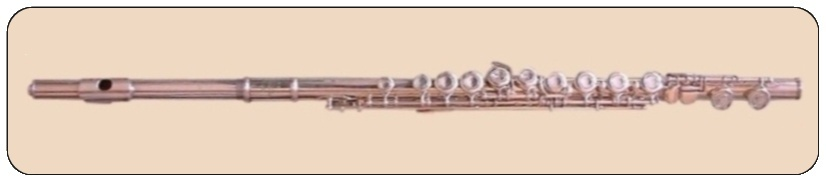
Flauta travesera, instrumento de Joaquim Calado, Patápio Silva, Benedito Lacerda y Altamiro Carrilho.
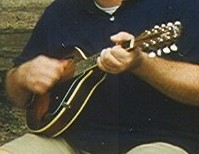
El virtuoso Jacob do Bandolim uno de los más grandes mandolinistas de choro.
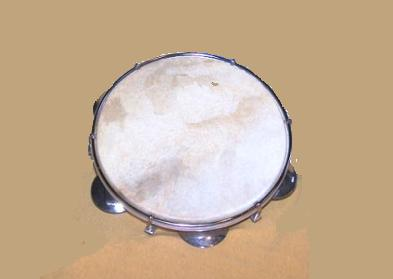
Ejemplo de pandereta, que tiene la misión marcar el ritmo del choro.
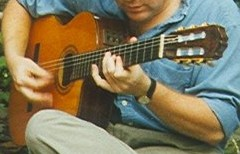
La Guitarra convencional junto a otra de siete cuerdas, que forman la base del conjunto. Esta última fue introducida para obtener notas más graves.
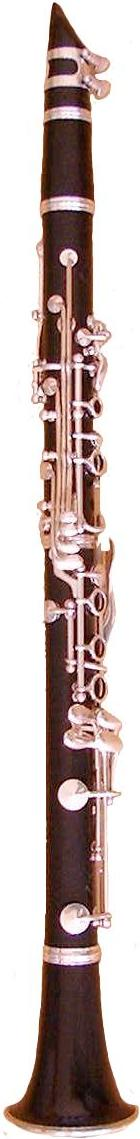
Abel Ferreira y Paulo Moura son ejemplos de clarinetistas.
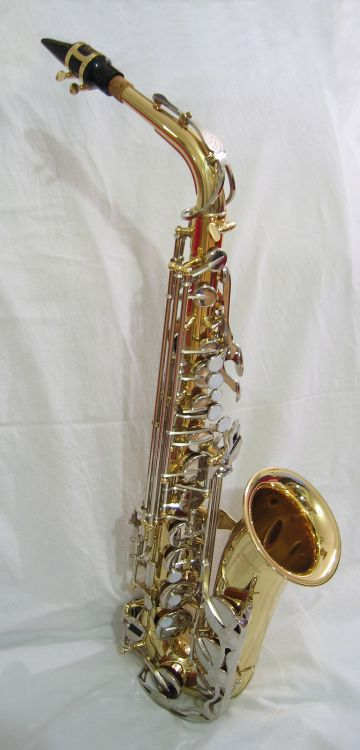
Pixinguinha y Luiz Americano son ejemplos de saxofonistas.
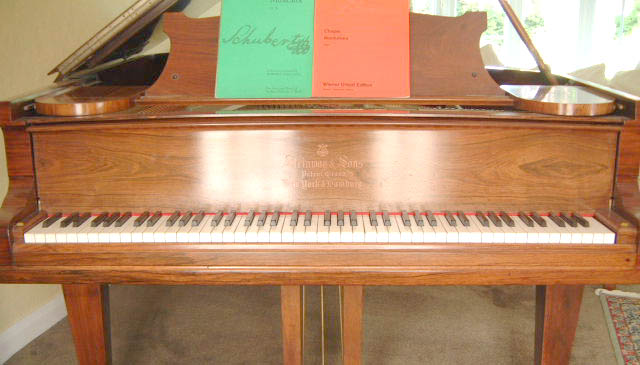
El piano, instrumento de los chorões Chiquinha Gonzaga, Ernesto Nazareth y Arthur Moreira Lima, entre otros.

## Día do Choro
El día 23 de abril se conmemora el Día Nacional do Choro. Se trata de un homenaje al nacimiento de Pixinguinha. La fecha se instituyó oficialmente el 4 de septiembre de 2000, cuando fue sancionada por ley, a iniciativa del mandolinista Hamilton de Holanda y sus alumnos de la Escola de Choro Raphael Rabello.

## Miscelánea
¿Se llama Choro o chorinho? El nombre del género es choro, pero popularmente es llamado chorinho (su diminutivo en portugués). Muchos chorões y seguidores del género rechazan la última denominación, alegando que no se llama sambinha a la samba, o jazzinho al jazz. Otros consideran al chorinho como un aspecto del choro o un ambiente proporcionado por el género.
Éxito internacional. El choro tiene éxito en países muy distantes de Brasil, como Japón, Francia o Estados Unidos. Ya en 1985, cuando la camerata carioca estuvo en Japón, constató la existencia de músicos que tocaban y estudiaban música brasileña, como el Choro Club (que fusiona el lenguaje del choro con las tendencias contemplativas de la música oriental, con un repertorio de composiciones propias y de Ernesto Nazareth y Jacob do Bandolim.
Guitarra de siete cuerdas. En el choro, además de la guitarra de seis cuerdas, existe la de siete cuerdas, introducida en los regionais probablemente por el guitarrista Tute, cuando buscaba notas más graves para la llamada baixaria.
¿Es el choro un Jazz brasileño? Algunas personas dicen que el choro es una suerte de jazz brasileiro, pero resulta que, a pesar de tener en común la improvisación, el choro surgió antes que el jazz, por tanto este último es el que debería llamarse “choro estadounidense”. Además, su origen es diferente. El jazz procede de la cultura negra estadounidense mientras que el choro tiene un origen europeo, principalmente de la polca. Una afirmación más correcta sería que el choro es a la música brasileña lo que el jazz a la estadounidense.
¿Tiene letra el choro? Una de las principales discusiones sobre el choro gira en torno a si debe o no tener letra. Esa polémica siempre fue discutida entre los chorões, que tienen opiniones diversas, ya que el género es puramente instrumental, si bien de vez en cuando algún compositor le pone letra. Un ejemplo famoso es «Carinhoso» de Pixinguinha, que recibió letra de João de Barro y fue grabado con éxito por Orlando Silva. Las interpretaciones de Ademilde Fonseca la consagraron como la mayor intérprete de choro cantado, siendo considerada la Rainha do choro ('Reina del choro').
Filme “Tico-Tico no Fubá” En 1952, la Compañía Cinematográfica Vera Cruz produjo el filme Tico-Tico no Fubá, basado en la vida de Zequinha de Abreu.
Filme “Brasileirinho” En 2005 fue estrenado el documental Brasileirinho, un tributo al género, del cineasta finlandés Mika Kaurismaki. Algunos músicos participantes fueron Yamandú Costa, Paulo Moura y Trio Madeira Brasil, entre otros.

## Opiniones
- Radamés Gnattali reconocía que es la más sofisticada forma de música instrumental popular.[cita requerida]
- «La verdadera encarnación del alma brasileña», según Heitor Villa-Lobos.[cita requerida]

### Choro en general (en portugués)
- Solanomusic - Partituras musicales.
- Agenda de samba y choro.
- Cofradía del choro - El género que toca el alma brasileña.
- Estudio sobre el choro del Pará.
- Chorinho Net.
- Dicionario Cravo Albin de Música Popular Brasileña
- Los regionais y el choro
- Choro: Una expresión musical genuinamente brasileña (enlace roto disponible en Internet Archive; véase el historial, la primera versión y la última).
- Conmemoraciones del Dia Nacional do Choro
- El Cavaco y el Choro
- RadioClick (en Estilos Musicais escoja "Choro")
- Sociedad del Choro
- La delicia del chorinho y la vergüenza de ser brasileño, artículo del periodista André Azevedo da Fonseca

### Clubs de Choro
- Club de Choro de Braslia
- Club de Choro de Goiânia
- Club de Choro de Juiz de Fora

### Páginas de chorões, o intérpretes de choro
- Chiquinha Gonzaga
- Ernesto Nazareth
- Pixinguinha
- Altamiro Carrilho
- Paulo Moura
- Arthur Moreira Lima
- Paulinho da Viola
- Un a zero (video)
- Prova de carinho (video)

### ConjuntosRegionais
- Quinteto Villa Lobos (no se trata de un grupo regional, pero el grupo interpreta choros)
- Época de Ouro
- Galo Preto Archivado el 12 de diciembre de 2006 en Wayback Machine.
- Choronas Archivado el 4 de marzo de 2016 en Wayback Machine.
- Filhos de Marta (enlace roto disponible en Internet Archive; véase el historial, la primera versión y la última).
- Quebrando Galho
- Trio Madeira Brasil
- Choro na Feira
- Choro das 3
- Camerata Brasileira
- As Quatro na Madruga

### Películas
Tico-Tico no Fubá
- Tico-Tico no Fubá
- IMDb

Brasileirinho
- Declaraciones del director.
- Chorinho y rock'n'roll llevan Brasil a Berlín. Archivado el 26 de septiembre de 2008 en Wayback Machine.
- (en francés) Archivado el 21 de junio de 2008 en Wayback Machine.
- IMDb

- Datos: Q1076539
- Multimedia: Choro (music genre) / Q1076539